# Kilómetro 42
Kilómetro 42 är en ort i Mexiko.   Den ligger i kommunen Acapulco de Juárez och delstaten Guerrero, i den södra delen av landet, 270 km söder om huvudstaden Mexico City. Kilómetro 42 ligger 425 meter över havet och antalet invånare är 862.
Terrängen runt Kilómetro 42 är kuperad. Runt Kilómetro 42 är det tätbefolkat, med 397 invånare per kvadratkilometer. Närmaste större samhälle är Kilómetro 30, 6,7 km söder om Kilómetro 42. Omgivningarna runt Kilómetro 42 är en mosaik av jordbruksmark och naturlig växtlighet.